# Открытый чемпионат Азии по теннису
Открытый чемпионат Азии — профессиональный женский теннисный турнирр, проходивший под эгидой WTA и Японской Теннисной Ассоциации в 1992-94 годах.
Соревнование игралось в зале на ковровых кортах.

## Общая информация
Турнир организован накануне сезона-1992 в Amagasaki Memorial Sports Centre, как дополнительное соревнование для местных теннисисток в азиатском регионе в весенний период. Приз проводился сразу же после другого японского турнира — токийского Toray Pan Pacific Open.
После трёх лет существования соревнование было закрыто.
Женский теннис подобного уровня вернулся в Осаку только в 2009 году, когда на кортах Utsubo Tennis Center стал проводиться HP Open.

### Победители и финалисты
Ни одной теннисистке не удавалось побывать в финале одиночных соревнований более одного раза. Именно в одиночном турнире в решающем матче единственный раз в истории соревнования играла местная теннисистка.
Сразу двум теннисисткам удалось выиграть парный турнир более одного раза: по два титула на счету Ларисы Савченко и Ренне Стаббс.
Единственной теннисисткой, покорявшей турнир в обоих разрядах является чешка Яна Новотна, ставшая абсолютной чемпионкой местного турнира в 1993 году.

## Финалы прошлых лет

### Одиночные турниры
| Год  | Чемпионка               | Финалистка          | Счёт финала |
| ---- | ----------------------- | ------------------- | ----------- |
| 1994 | Мануэла Малеева-Франьер | Ива Майоли          | 6-1 4-6 7-5 |
| 1993 | Яна Новотна             | Кимико Датэ         | 6-3 6-2     |
| 1992 | Хелена Сукова           | Лаура Гильдемейстер | 6-2 4-6 6-1 |

### Парные турниры
| Год  | Чемпионки                            | Финалистки                                | Счёт финала |
| ---- | ------------------------------------ | ----------------------------------------- | ----------- |
| 1994 | Лариса Савченко (2) Ренне Стаббс (2) | Пэм Шрайвер Элизабет Смайли               | 6-4 6-7 7-5 |
| 1993 | Лариса Савченко Яна Новотна          | Магдалена Малеева Мануэла Малеева-Франьер | 6-1 6-3     |
| 1992 | Ренне Стаббс Хелена Сукова           | Сэнди Коллинс Рэйчел Маккуиллан           | 3-6 6-4 7-5 |